# 尺には尺を

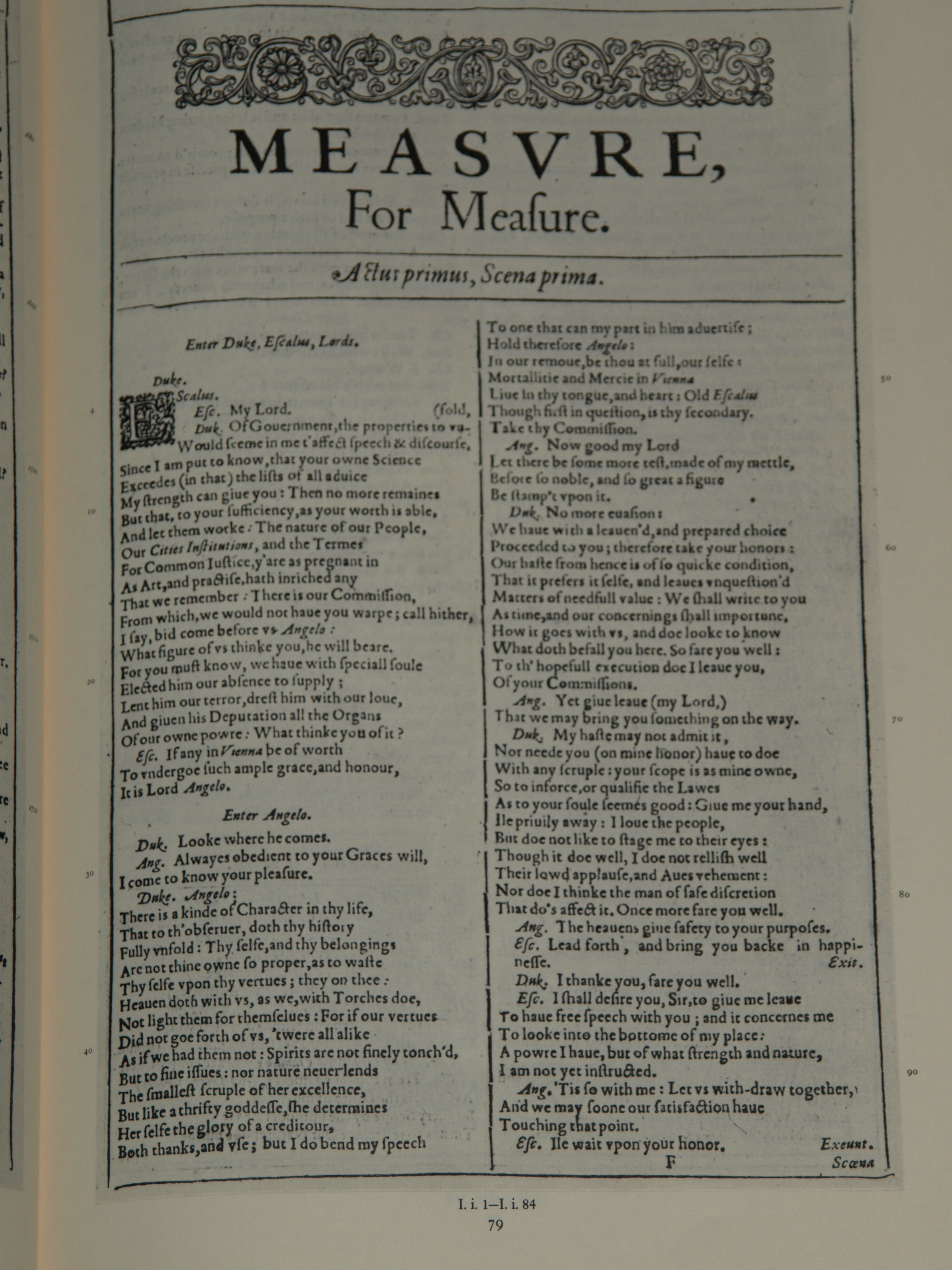
「ファースト・フォリオ」（1623年）から『尺には尺を』の表紙の複写

『尺には尺を』（しゃくにはしゃくを、Measure for Measure）は、ウィリアム・シェイクスピア作の戯曲。1603年か1604年に書かれたと信じられている。最初の出版は1623年の「ファースト・フォリオ」で、記録に残っているもので最古の上演は1604年である。『尺には尺を』で扱っているものは、慈悲、正義、真実の問題、プライドと屈辱の関係である。「罪によって出世する者があれば、善によって転落する者もある」（第2幕第1場）。
この芝居はもともと喜劇に分類されていたが、現在ではシェイクスピアの「問題劇」のひとつに分類されることもある。一応は喜劇として分類されることも多いが、設定や全体の調子は一般的な喜劇のそれと異なり、期待を裏切るようなところがあると評されている。

## 登場人物

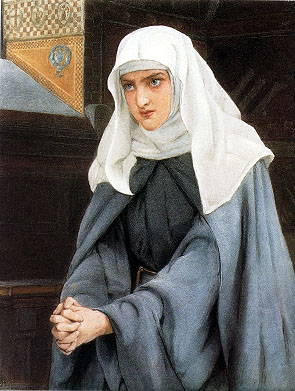
フランシス・ウィリアム・トファム画『イザベラ』（1888年）

- ヴィンセンシオ（VICENTIO）[2] - ウィーンの公爵。
- アンジェロ（ANGELO） - 公爵が留守中の領主代理。
- エスカラス（ESCALUS） - 老貴族。アンジェロとともに代理を務める。
- クローディオ（CLAUDIO） - 若い紳士。
- ルーシオ（LUCIO） - 風変わりな男。
- 紳士らしき2人（Two other like Gentlemen）
- ヴァリアス（VARRIUS） -紳士。公爵の従者。
- 典獄（PROVOST）
- トマス（THOMAS） - 修道士。
- ピーター（PETER） - 修道士。
- 判事（A JUSTICE）
- エルボー（ELBOW） - つまらない警吏。
- フロス（FROTH） - ばかな紳士。
- ポンピー（POMPEY） - オーヴァーダン夫人の使用人。
- アブホーソン（ABHORSON） - 死刑執行人。
- バーナーダイン（BARNARDINE） - ずぼらな囚人。
- イザベラ（ISABELLA） - クローディオの妹。
- マリアナ（MARIANA） - アンジェロの婚約者。
- ジュリエット（JULIET） - クローディオの恋人。
- フランシスカ（FRANCISCA） - 尼僧。
- オーヴァーダン夫人（MISTRESS OVERDONE） - 売春宿の女将。
- 貴族たち、紳士たち、守衛たち、役人たち、従者たち

## あらすじ
ウィーンの公爵ヴィンセンシオは外交でウィーンを離れることにしたと言い、その代理を厳格なアンジェロに任せる。公爵の統治下ではウィーンは法に緩かったが、アンジェロは性道徳について厳しく取り締まることにする。
若い貴族クローディオは婚前交渉で恋人のジュリエットを妊娠させる。ジュリエットとは結婚するつもりだったが、アンジェロから死刑を宣告される。クローディオの友人ルーシオは修道院にいるクローディオの妹イザベラを訪ね、アンジェロに会って死刑の取り消しを懇願するように頼む。
イザベラはアンジェロに面会し、慈悲を求める。アンジェロはイザベラに恋をし、自分と寝るならばクローディオを助けてもよいと持ちかける。イザベラは拒否する。そして刑務所に行き、クローディオに潔く死ぬよう言う。クローディオは助かりたいので、イザベラにアンジェロと寝るように頼むが、イザベラは拒否する。
公爵は実はウィーンを出発しておらず、修道士に変装してアンジェロの動向を監視していた。イザベラから話を聞いて、公爵はアンジェロに罠をしかけることにする。

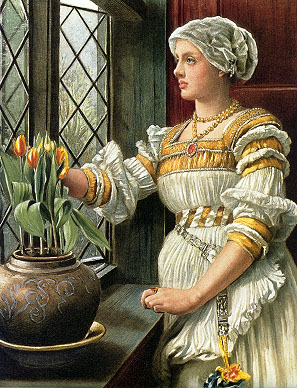
ヴァレンタイン・キャメロン・プリンセプ（Valentine Cameron Prinsep）画『マリアナ』（1888年）

その罠は「ベッド・トリック（Bed trick）」である。アンジェロにはかつてマリアナという婚約者がいた。マリアナの持参金が海の藻屑と消えた時、アンジェロは婚約を一方的に破棄したが、マリアナはまだアンジェロを愛していた。そこでイザベラがアンジェロの誘いに乗り、マリアナとベッドで入れ替わらせた。
計画はうまく行ったが、アンジェロはイザベラの約束を破り、クローディオを処刑しようとする。公爵は病死した囚人の首をクローディオの首のように見せかけ、アンジェロに届けさせる。
公爵は変装を解き、ウィーンに「帰還」する。そこでイザベラとマリアナに真実を訴えさせるが、アンジェロは容疑を否定する。公爵は再び修道士に化け、改めて公爵であることを明かし、アンジェロも罪を認める。アンジェロをマリアナと結婚させた後、公爵はアンジェロに処刑を宣告する。「尺には尺を」というわけである。しかし、クローディオが生きて現れ、アンジェロは罪を許される。
最後に公爵はイザベラに結婚を申し込む。しかし、イザベラは何も答えない。このイザベラの反応は、一般的には無言の承諾と考えられているが、解釈が分かれるところである。
サブプロットにおいてはクローディオの友人ルーシオが活躍する。修道士が公爵とは知らずに公爵の悪口を言いまくる。その罪により、最後に公爵から売春婦ケート・キープダウン（Kate Keepdown）との結婚を命じられる。

## 材源
この芝居にはふたつの主要な種本があると考えられている。チンティオ(ジョヴァンニ・バッティスタ・ジラルディ)の『ヘカトミーティ』(Hecatommithi、1565年初版)に入っている「エピティアの話」が原作のひとつである。シェイクスピアは『オセロー』でもこれを種本として使用しており、『ヘカトミーティ』には親しんでいたと考えられる。チンティオは同じ物語に基づいて少々変更を加えた戯曲版も刊行しており、これをシェクスピアが参照できたかどうかは定かではない。この原作の物語は容赦ない悲劇であり、イザベラにあたる人物はアンジェロにあたる人物と性交渉を強要された結果、兄まで殺されてしまう。
もうひとつの材源はジョージ・ウェットストン（George Whetstone）の1578年の2部構成の非常に長いクローゼット・ドラマ『Promos and Cassandra（プロモスとカサンドラ）』である。ウェットストンはチンティオからストーリーを採っているが、喜劇的な要素とベッドトリックを加えている:20。
題名は、劇中の台詞にも出てくるが（第5幕第1場）、新約聖書の『マタイによる福音書』7-2への言及と思われる。「あなたが人を裁く同じ方法であなたは裁かれ、あなたが使う尺（measure）であなたは計られる（be measured）だろう」。

## 創作年代とテキスト
『尺には尺を』は、1603年か1604年に書かれたと思われている。最初の出版は1623年の「ファースト・フォリオ」だった。
ゲイリー・テイラー（Gary Taylor）とジョン・ジョウエットは共著書Shakespeare Reshaped, 1606-1623の中で、現存している『尺には尺を』のテキストはオリジナルではなく、シェイクスピアの死後、トマス・ミドルトンが改訂したもので、オリジナルはイタリアが舞台だったのをミドルトンがウィーンに変更した、と主張している。しかしながらデイヴィッド・ビーヴィントン(David Bevington)など、これに異議をとなえる学者もいる
公爵の冒頭の台詞(ほとんどの版では8-9行目にあたる)のごちゃごちゃとした文章は、おそらくは印刷屋の間違いで一行ほど失われたためではないかと広く考えられている。ファースト・フォリオ以外に本文がないため、この失われた箇所を回復できる可能性はない。

## 上演史

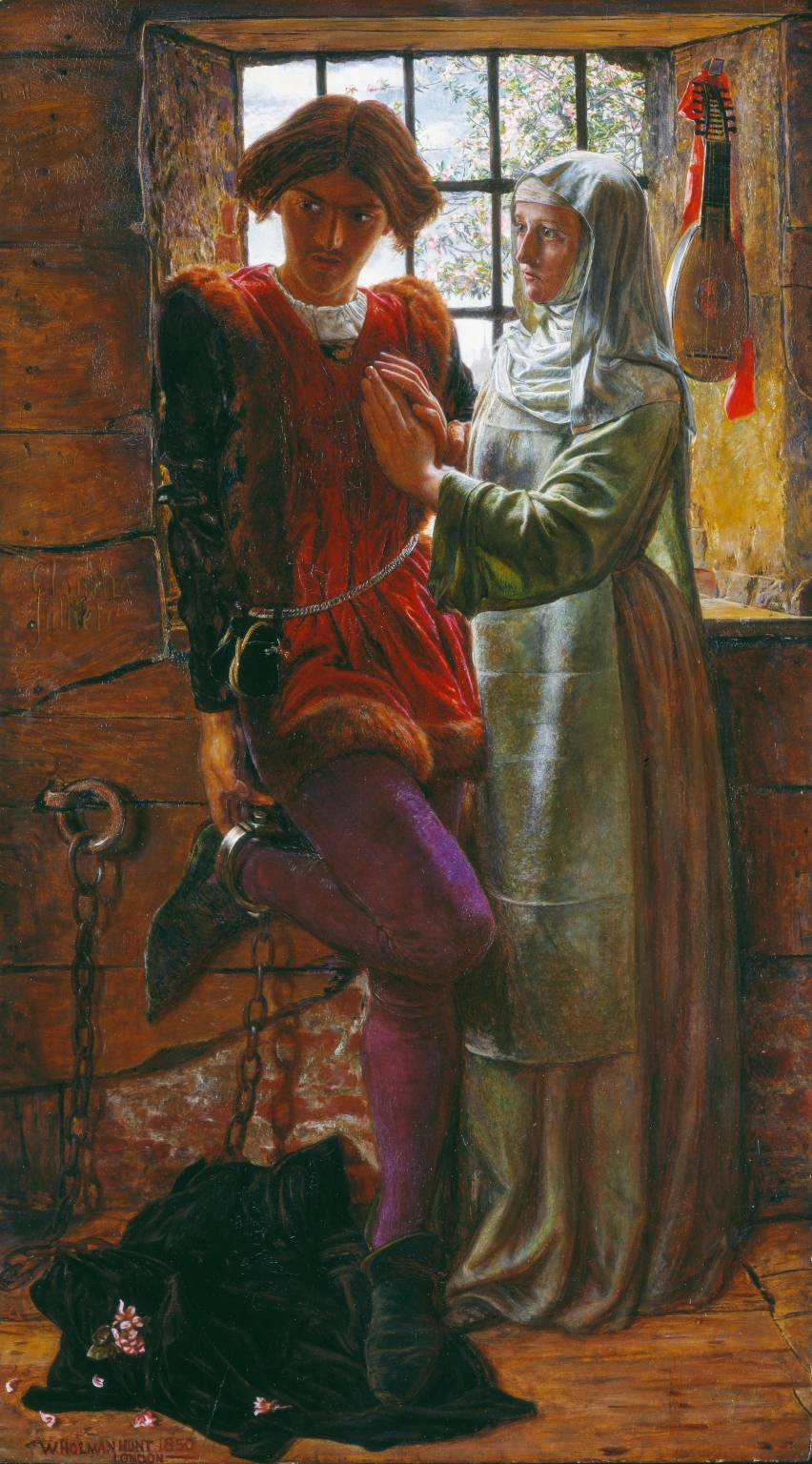
ウィリアム・ホルマン・ハント画『クローディオとイザベラ』（1850年）

記録に残っている『尺には尺を』の最古の上演は1604年12月26日の「聖ステファノの日の夜」である。
王政復古期、『尺には尺を』は新しい観客の嗜好に合ったシェイクスピア劇のひとつだった。ウィリアム・ダヴェナント（William Davenant）が『尺には尺を』を翻案した『The Law Against Lovers（恋人に厳しき掟）』には、『空騒ぎ』のベネディックとベアトリスのエピソードが挿入されていた。サミュエル・ピープスは1662年2月18日にこの劇を見て、日記に「良い劇、それに良い演技」と書いている。ピープスはとくにベアトリスの姉妹ヴィオラ（ダヴェナントの創作）を演じる若い女優の歌と踊りに感銘を受けたのだった。ダヴェナントは現状イザベラの純潔を試すだけのアンジェロを復権させ、三つの結婚で劇を締めくくった。王政復古期の脚色の初期のものの中でも、この劇はあまり成功しなかったようである。
チャールズ・ギルドン（Charles Gildon）が1699年にリンカンズ・イン・フィールド（Lincoln's Inn Fields）で上演した『Beauty the Best Advocate（美貌こそ最良の弁士）』では下品で滑稽な登場人物たちが取り除かれ、アンジェロとマリアナ、クローディオとジュリエットはこっそり結婚していたという設定にして、シェイクスピアの劇の核であった「不義の性」をほぼ全部排除し、ヘンリー・パーセルのオペラ『ディドとエネアス（Dido and Æneas）』（1689年）のシーンを、アンジェロが劇を通して時折見ているものとして、劇と一体化させた。しかもギルドンはシェイクスピアの幽霊をエピローグに登場させ、いつも作品が改訂されることへの不満を言わせた。ダヴェナントの改訂版同様に、ギルドンの改訂版も一般に普及せず、リバイバルもされなかった。
1720年には、ジョン・リッチがシェイクスピアのオリジナルに近い版を上演した。
ヴィクトリア朝後期、『尺には尺を』のテーマが議論を呼んだと考えられている。実際、1870年代にアデレード・ニールソン（Adelaide Neilson）がイザベラを演じた時には抗議の声があがった。オックスフォード大学演劇協会（Oxford University Dramatic Society）はガーヴァイス・レントール（Gervais Rentoul）がアンジェロ役、モード・ホフマンがイザベラ役での1906年2月の上演の際、校訂の必要性を発見した。同じテキストは翌月、オスカー・アッシュ（Oscar Asche）、リリー・ブライトン（Lily Brayton）主演でアデルフィ・シアター（Adelphi Theatre）で上演した時にも用いられた。
ウィリアム・ポウル（William Poel）は1893年にロイヤルティ劇場で、1908年にマンチェスターのガイエティー劇場で、自らアンジェロ役を演じて『尺には尺を』を上演した。ポウルが上演した他のエリザベス朝演劇同様に、最小限の変更を加えただけのシェイクスピアのオリジナル・テキストを使用した。舞台装置を欠いた非限定的な舞台の使用、台詞の速さと音楽的な話し方は、現代劇に見られるスピードと連続性の標準に設定された。ポウルのこの上演は、この劇の登場人物ならびに全体的なメッセージの両方を近代的な心理学的・神学的に解釈するという、演出家による決然とした試みの最初のものであった。
その後の『尺には尺を』の上演で著名なものには、以下のようなものがある。
- 1933年のチャールズ・ロートン（アンジェロ役）によるオールド・ヴィック・シアターでの上演
- 1950年のピーター・ブルック演出、ジョン・ギールグッド（アンジェロ役）によるシェイクスピア・メモリアル劇場（現ロイヤル・シェイクスピア・シアター）での上演
- 1976年のメリル・ストリープ（イザベラ役）、ジョン・カザール（アンジェロ役）によるニューヨーク・シェイクスピア・フェスティヴァル（New York Shakespeare Festival）での上演

1973年には、デヴィッド・オグデン・スティアーズ（ヴィンセンシオ役）、ケヴィン・クライン（修道士ピーター役）で一度だけブロードウェイで上演された。
日本では2016年5月25日から6月11日まで、彩の国シェイクスピア・シリーズ第32弾として、蜷川幸雄の演出により、藤木直人、多部未華子主演で彩の国さいたま芸術劇場にて上演される。

## 翻案と影響

### 映画
- 1979年にBBCがデズモンド・デイヴィス演出による映像をビデオテープで作成しており、もとの戯曲に忠実な解釈をしていると認められている。ケイト・ネリガンがイザベラを、ティム・ピゴット＝スミスがアンジェロを、ケネス・コリーが公爵を演じた。アメリカ合衆国でもBBCシェイクスピアシリーズの一作としてPBSで放映された。
- 1994年にトム・ウィルキンソン、コリン・レッドグレイヴ、ジュリエット・オーブリー出演によるテレビ版が作成された。
- 2006年にボブ・コマールが演出する、英国軍を舞台にしたバージョンが作成された。

### 音楽
- リヒャルト・ワーグナー台本・作曲のオペラ『恋愛禁制』（1836年）は『尺には尺を』に基づいている。
- ミュージカル作品Desperate Measuresが2004年に作られており、台本と歌詞はピーター・ケロッグが、作曲はデイヴィッド・フリードマンが担当した。

### 文化的影響

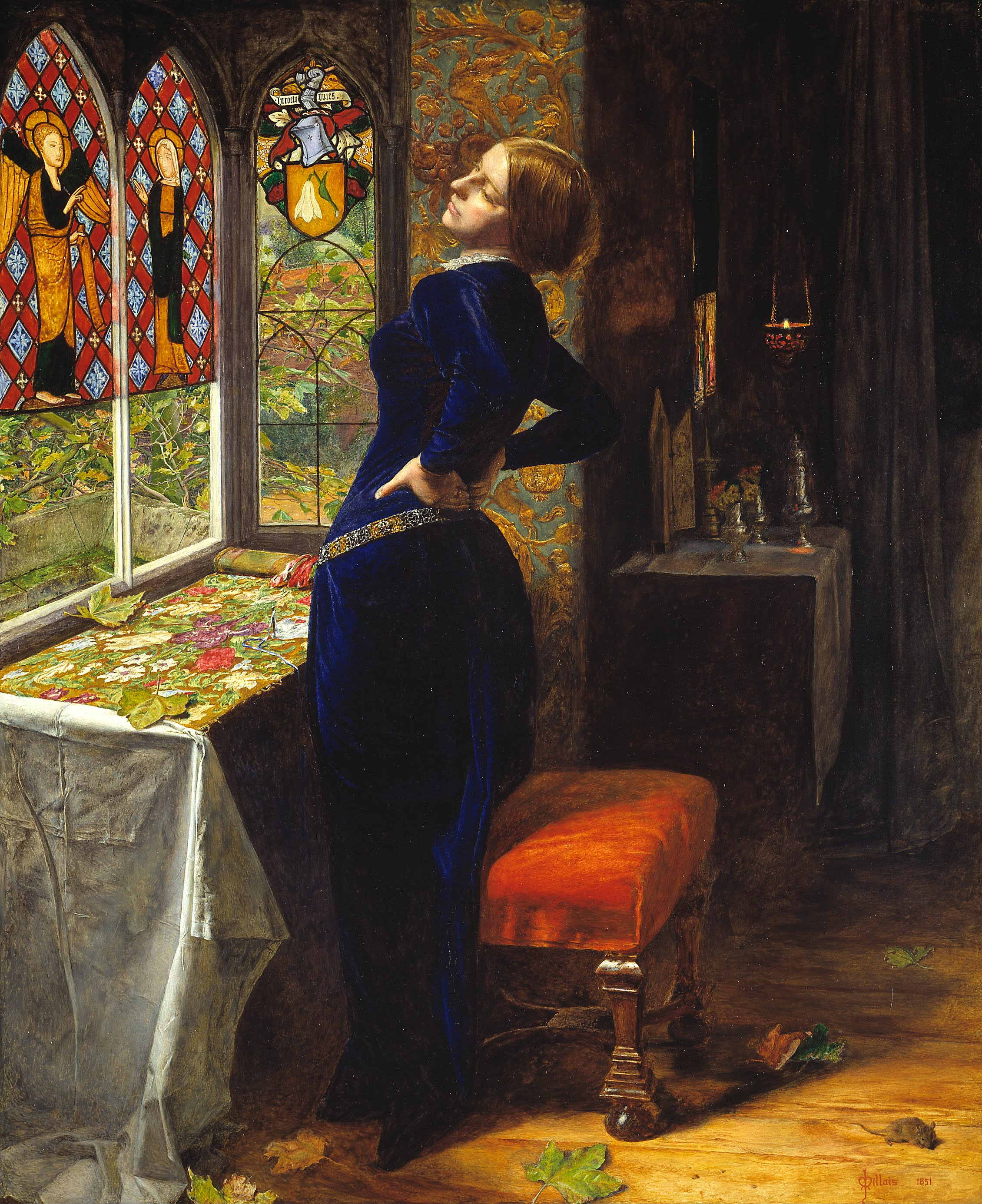
ジョン・エヴァレット・ミレイの「マリアナ」(1851)

- マリアナのキャラクターにもとづき、アルフレッド・テニスンは『マリアナ』（Mariana 1830年）という詩を書いた。
- 本作や上記のテニスンの詩に触発され、ラファエル前派をはじめとする多数の画家が『尺には尺を』を題材とする絵画を制作している。ジョン・エヴァレット・ミレイの『マリアナ』（1851年）が最も有名であり、他にもウィリアム・ホルマン・ハントの『クローディオとイザベラ』（1850年）、フランシス・ウィリアム・トファムの『イザベラ』（1888年）やヴァレンタイン・キャメロン・プリンセプの『マリアナ』（1888年）などがある。
- この戯曲のプロットに影響され、アレクサンドル・プーシキンが詩による物語「アンジェロー」を1833年に書いている。プーシキンは最初、シェイクスピアの『尺には尺を』を英語からロシア語に翻訳しようとしていたが、最終的には上演用の芝居ではなく、いくつかの会話場面を含んだ物語を書き上げた。
- ジョイス・キャロル・オーツの短編小説「氷の世界」("In the Region of Ice")にはクローディオと妹の会話があり、これは生徒であるアラン・ワインスタインと教員であるシスター・アイリーンの関係に対応している。
- トーマス・ハーディの小説『森林地の人々』(The Woodlanders)には公爵の台詞の引用がある。
- ベルトルト・ブレヒトの芝居『まる頭ととんがり頭』(Round Heads and Pointed Heads)は当初、『尺には尺を』の翻案となる予定で書かれていた。
- トマス・ピンチョンの初期の短編小説「殺すも生かすもウィーンでは」("Mortality and Mercy in Vienna")のタイトルは芝居の中の韻文の台詞からとられており、内容的にも『尺には尺を』から触発されたものである。この短編の日本語訳は志村正雄訳『競売ナンバー49の叫び』（ちくま文庫、2010年）などに収録されている。
- 『ブラックアダー』第二シリーズ第二話"Head"のプロットは部分的に『尺には尺を』に似ており、死刑執行人のキャラクターが犯罪者が死んだのではなく生きているように見せかけようとして、表題にある「頭」(head)をすりかえようとするところがある。
- 『空飛ぶモンティ・パイソン』の第9話「体の部分の見分け方」"How to Recognize Different Parts of the Body"では、『尺には尺を』が水面下で上演されているというコントがある。
- オルダス・ハクスリーの『ガザに盲いて』(Eyeless in Gaza)では、ビーヴィスはフォックス夫人の話を聞く間に感じる「うずくようなあたたかさ」("tingling warmth") を『尺には尺を』の最後の場面の朗読になぞらえている。
- ローレン・ウィリグの2011年の小説Two Lは『尺には尺を』に基づいている。
- Netflixのドラマ『オレンジ・イズ・ニュー・ブラック』で、登場人物のひとりスザンヌがパイパーに『尺には尺を』を引用してみせる。

## 日本語題
『尺には尺を』は、明治時代から様々な日本語題で紹介されており、おもなものとして以下の例がある。
- 『因果物語』- チャールズ・ラムとメアリー・ラムの『シェイクスピア物語 (Tales from Shakespeare)』の仁田桂次郎（叢菊野史）による1885年の訳題[11]
- 『しつぺい返し』- 『シェイクスピア物語』の小松月陵による1907年の翻訳『沙翁物語十種』における訳題[12]
- 『以尺報尺』- 坪内逍遥 訳、1918年[13]
- 『尺に尺』- 横山有策による1931年の研究書『シエークスピア研究』における言及[14]
- 『尺には尺を』- 『シェイクスピア物語』の野上弥生子による1937年の翻訳『沙翁物語』における訳題[15]：その後、平井正穂[16]、小田島雄志[17]がこの訳題での翻訳を発表している。
- 『策には策を』- 木下順二による1979年の翻訳[18]
- このほか、『目には目を』といった訳題が用いられることもある。

## 日本語訳
- 「以尺報尺」坪内逍遥訳　早稲田大学出版部 1918
- 平井正穂訳「シェイクスピア全集. 第3 (喜劇 第3)」筑摩書房 1967
- 小田島雄志訳 白水社 1974
- 「策には策を」木下順二訳『世界文学全集』講談社、1979
- 田中晏男訳『シェイクスピア全集 対訳 8』京都修学社 1995
- 松岡和子訳 ちくま文庫 2016

### 日本語訳テキスト
- 尺には尺を - 訳：小田島雄志、解説：野崎睦美（白水社・白水Uブックス）
- 尺には尺を - 訳：平井正穂（筑摩書房『世界古典文学44』）